# 松本直也
松本 直也（まつもと なおや）は、日本の漫画家。兵庫県出身。

## 経歴
2005年、第22回ジャンプ十二傑新人漫画賞に、「SPIRITUAL PEOPLE」で最終候補。 同年、第27回十二傑新人漫画賞に、「ネコロマンサー」で十二傑賞受賞。2006年、『赤マルジャンプ』に同作が掲載されデビュー。
『週刊少年ジャンプ』2009年27号に、JG1読切祭参加作として「ねこわっぱ! 」を掲載、『週刊少年ジャンプ』2009年50号より2010年11号まで連載。
2013年、『少年ジャンプNEXT!』2013 AUTUMNに、「ポチクロ」を掲載。『少年ジャンプ+』2014年より2015年まで連載。
2020年、『少年ジャンプ+』で「怪獣8号」を連載開始。

## 作品リスト

### 漫画
- 太字は連載作品。
- 〈掲載誌〉赤マル：『赤マルジャンプ』 /WJ：『週刊少年ジャンプ』 / NEXT!：『少年ジャンプNEXT!』 / J+：『少年ジャンプ+』 （いずれも集英社）

|  | 連載作品 |  | 読切作品 |

| タイトル         | 種類 | 掲載誌                           | 備考                            |
| ---------------- | ---- | -------------------------------- | ------------------------------- |
| SPIRITUAL PEOPLE | 読切 |                                  | 第22回十二傑新人漫画賞 最終候補 |
| ネコロマンサー   | 読切 | 赤マル 2006 WINTER               | 第27回十二傑新人漫画賞 十二傑賞 |
| ROOM STRANGER    | 読切 | 赤マル 2006 SUMMER               |                                 |
| 魔女になった少年 | 読切 | 赤マル 2007 SPRING               |                                 |
| ねこわっぱ!      | 読切 | WJ 2009年27号                    |                                 |
| ねこわっぱ!      | 連載 | WJ 2009年50号 - 2010年11号       |                                 |
| 四海演武         | 読切 | NEXT! 2012 SPRING                |                                 |
| ポチクロ         | 読切 | NEXT! 2013 AUTUMN                |                                 |
| ポチクロ         | 連載 | J+ 2014年9月22日 - 2015年7月31日 |                                 |
| 怪獣8号          | 連載 | J+ 2020年7月3日 - 2025年7月18日  | 代表作                          |

### 寄稿
- べるぜバブ（田村隆平） - 作中のキャラクター「畑山先輩」のデザインを担当。

## 師匠
- 水野輝昭[7]
- 岩代俊明